# Angelikí Papúlia

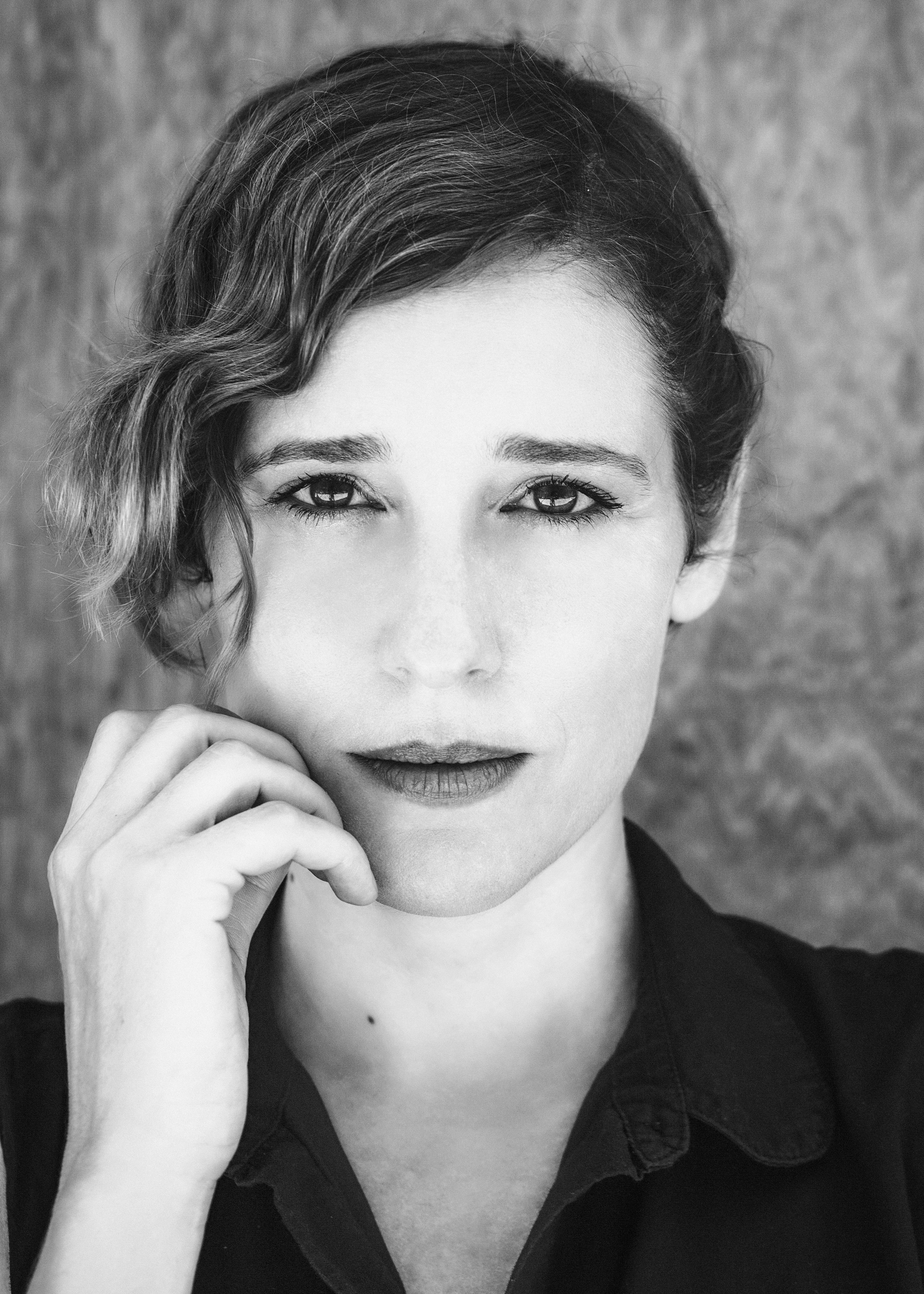
Angelikí Papúlia

Angelikí Papúlia (en grec: Αγγελική Παπούλια; Atenes, 1975) és una actriu i directora de teatre grega. En el món del cinema, és coneguda per les seves actuacions a les pel·lícules Kynodontas, Alps i The Lobster del director Yorgos Lanthimos, i per A Blast i The Miracle of the Sargasso Sea de Syllas Tzoumerkas. Per la seva interpretació a Kynodontas va guanyar el Premi a la millor actriu (juntament amb Mary Tsoni) al Festival de Cinema de Sarajevo.

## Trajectòria
Papúlia va néixer el 1975 a Atenes i es va graduar a l'escola de dramatúrgia Embros. Just després de la seva graduació, col·laborà amb els directors de teatre grecs Michail Marmarinos, Lefteris Voyatzis i en diverses obres, entre les quals destaca Nacional Anthem, School of Women i Romeu i Julieta.
El 2004, Papúlia va fundar, conjuntament amb Christos Passalis i Yorgos Valais, el grup de teatre Blitz. Des de llavors, ha dirigit, coescrit i actuat en totes les obres del grup arreu d'Europa com, per exemple, Faust (Teatre Nacional de Grècia) i Don Quixot (Festival d'Atenes i Epidaure), entre d'altres. Blitz defineix els seus principis bàsics de la manera següent: «El teatre és un camp on la gent es reuneix i intercanvia idees de la manera més essencial, no un camp per al virtuosisme i les veritats preparades. Hi ha una necessitat de respostes del que la societat actual demana a l'art i a les estructures teatrals que es plantegen a l'alba del segle xxi. Tots els membres són iguals en tot el procés de concepció, escriptura, direcció i dramatúrgia, sense donar res per descomptat, ni al teatre ni a la vida».
Paral·lelament a la seva labor teatral, Papúlia va iniciar la seva carrera cinematogràfica amb curtmetratges i un paper secundari al llargmetratge Alexandreia de Maria Iliiou. El 2002, va aparèixer a l'òpera prima de Yannis Economidis, Spirtokouto, en el paper de Kiki.
El 2008, va interpretar la filla gran d'una la família disfuncional a Kynodontas de Yorgos Lanthimos. La pel·lícula fou la guanyadora de la secció oficial Un Certain Regard del 62è Festival Internacional de Cinema de Canes, i fou nominada a l'Oscar a la millor pel·lícula de parla no anglesa. La col·laboració amb Lanthimos va continuar en la seva següent pel·lícula, Alps, que va ser guardonada amb el Premi Osella pel millor guió en la 68a Mostra Internacional de Cinema de Venècia. El 2014, Angelikí Papúlia va tenir el paper principal en la pel·lícula A Blast, de Syllas Tzoumerkas, la qual es va estrenar al Festival Internacional de Cinema de Locarno. El 2015 va aparèixer a The Lobster, que va ser seleccionada per competir per la Palma d'Or al 68è Festival Internacional de Cinema de Canes i va guanyar-hi el Premi del Jurat. El 2019, la seva segona col·laboració amb Tzoumerkas, el thriller The Miracle of the Sargasso Sea, es va estrenar al 69è Festival Internacional de Cinema de Berlín. Per les seves actuacions en aquestes cinc pel·lícules, Angelikí Papúlia fou àmpliament elogiada per la premsa internacional i Der Spiegel va considerar-la «una de les actrius europees del present més agosarades».
El 2016, Papúlia va ser membre del Jurat Pardi di domani del Festival Internacional de Locarno i del Jurat del Festival Internacional de Cinema de Sarajevo.

## Filmografia
| Any  | Títol                           | Funció          |
| ---- | ------------------------------- | --------------- |
| 2002 | Spirtokouto                     | Kiki            |
| 2009 | Kynodontas                      | Filla gran      |
| 2011 | Alps                            | Infermera       |
| 2014 | A Blast                         | Maria           |
| 2015 | The Lobster                     | Dona sense cor  |
| 2017 | The Tunnel                      | Lana Khasanović |
| 2019 | The Miracle of the Sargasso Sea | Elisabeth       |
| 2022 | Human Flowers of Flesh          | Ida             |